# Цкалтбила
Цкалтбила (груз. წყალთბილა, арм. Ծղալթբիլա), так же известно как Норшен (арм. Նորշեն) — село Ахалцихского муниципалитета края Самцхе-Джавахетия, Грузия. Находится на высоте 1240–1360 метров, в 14 км к юго-западу от города Ахалцихе. Грузинское название Цкалтбила происходит от слов цкали – вода и тбила – теплый. Происхождение данного названия связано с тем, что в центре села находится горячей источник минеральной воды. Жители села и других близлежащих поселений чаще употребляют старое название села — Норшен. Село плотно застроено, простирается на 2 км от юго-востока на северо-запад, а ширина составляет около 1 км. Село поделено на следующие кварталы: Верхний, Средний, Нижний, Хачкар, Норашен, Казарма.

## История

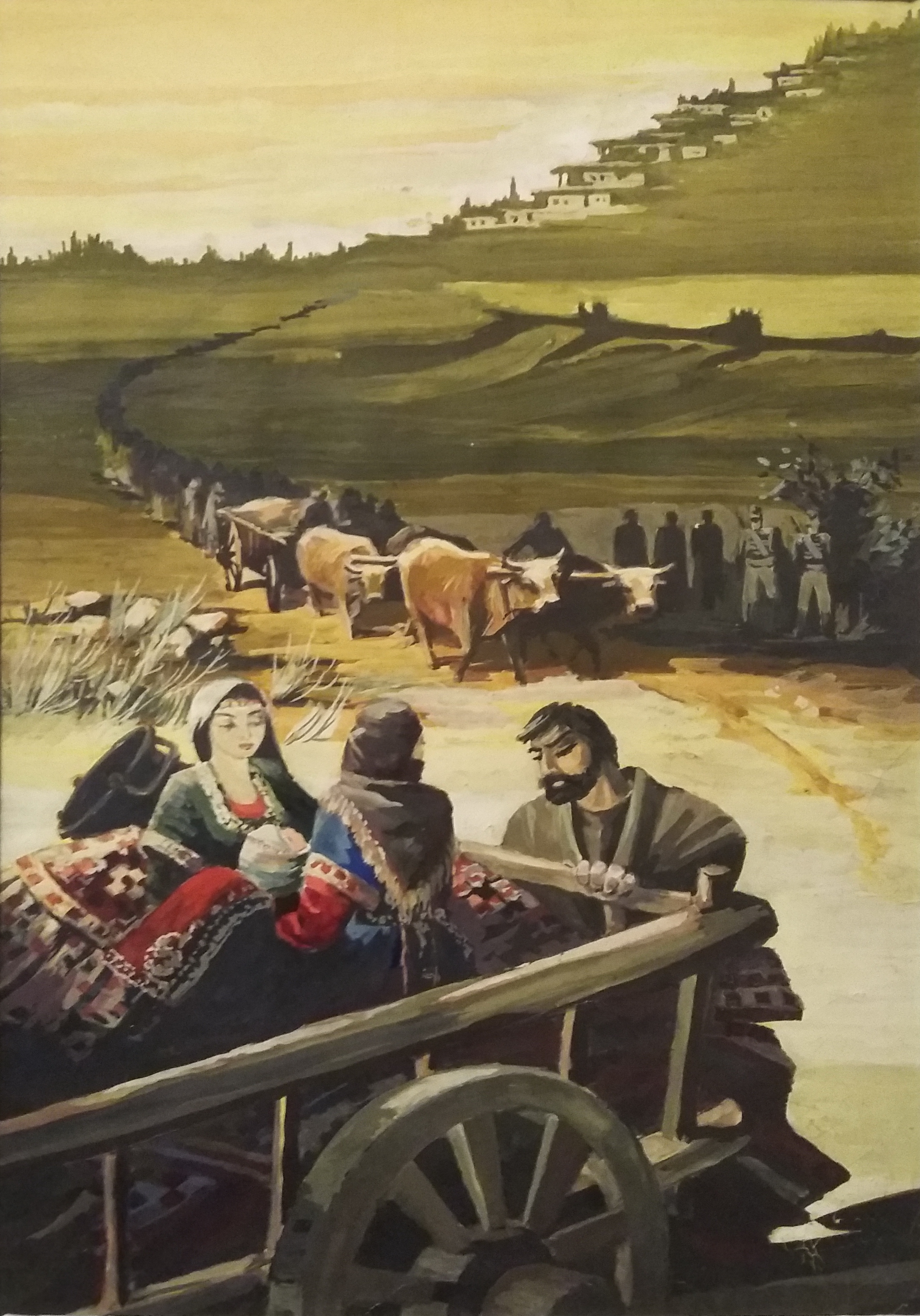
Переселение из Эрзрума

Жители села Норшен эмигрировали в 1830 году из сёл Норшен и Рабат, которые находятся в 75 км к северо-востоку от города Эрзрум (Карин) нынешней территории Турции.
15 мая 1830 года под предводительством архиепископа Карапета Багратуни 33 рода (родовых клана) вместе с другими переселенцами эмигрировали в Грузию. 19 сентября (третье воскресенье сентября) 1830 года норшенцы добирались до нынешнего села Цкалтбила.
Оказавшись под покровительством Российской Империи, норшенцы на протяжении нескольких десятилетий были освобождены от налогов и воинской службы.
Серьёзные испытания для сельчан наступили во время Первой мировой войны. Турецкие набеги и провокации участились. В 1918 году настал роковой момент, когда турецкая армия Бекир паши продвигалась по направлению к Ахалцихе. Местный настоятель отец Кероп Тер-Погосян и сельский староста Мартирос Алмасян отправились на переговоры. Турецкий предводитель принял их и согласился на предложенные переговоры. Бекир паша, узнав, что в молодости Мартирос Алмасян на протяжении 10 лет прислуживал в его семье, поприветствовал и обнял его, а затем приказал войску двигаться дальше без причинения вреда армянским селам.
Сегодня в верхней левой части кладбища, которое находится рядом с сельской больницей, есть скромно огороженное надгробие. На нём в память о том спасении написано: «Алмасян Мартирос: освободитель Цкалтбилы и окрестных сел от резни варваров-турок в 1917-1918 гг., родился в 1859 г., умер в 1926 г.»
Весной 1921 года в селе установилась советская власть, в 1931 году сформировалось коллективное хозяйство. В первое время на добровольных началах в состав колхоза вошли немногие. Однако позднее, в 1935–1937 годах большинство жителей уже были в составе колхоза.
Мирная жизнь в селе прервалась и стала ужасающей в годы Великой Отечественной войны. 328 мужчин ушли из села на войну, из которых 162 погибли на поле боя, защищая свою Родину.
После войны начинается самый бурный этап развития села. С 1960-х годов открывается период выездных работ. В селе строится большое количество домов из туфа. В 1954–1957 годах проходит электрификация села.
Относительное развитие села продолжалось до середины 1980-х, а в 1990-х начинался демографический и экономический распад.
В 2000-х благодаря содействию выходцев Цкалтбилы, село было обеспечено питьевой водой, взяты под шефство школа и детский сад, заасфальтированы либо забетонированы 3 км сельских дорог. За счет благотворительных средств церковь и её огороженная территория были основательно обновлены.

## Население
3 сентября 1830 года из Эрзрумских сел Норшен и Рабат переселились в Цкалтбилу нижеперечисленные семьи: 1. Тертеранк (Симонян, Назаретян), 2. Йоренк (Бабаджанян, Оганесян, Агаджанян, Сагоян), 3. Косенк (Косян, Акопян), 4. Езхаренк (Диланян), 5. Мосикенк, 6. Мосонер, 7. Адаменк, 8. Хачонер, 9. Айвазнер, 10. Гогорнер (Агабабенк, Аненк, Пилоенк, Карапетян, Мкртчян), 11. Мексетнер, 12. Восканнер, 13. Ширханенк, 14. Варданнер, 15. Погосяннер (Абелян, Жамкоценк, Назоенк, Саарян), 16. Ероенк, 17. Ованнер (Ваганян, Гаспарян, Мелконян), 18. Насхатнер (Арутюнян), 19. Оконенк (Апараненк, Серобян), 20. Албетнер, 21. Кигонер (Мкртчян), 22. Пичоенк, 23. Мугуленк (Карапетян), 24. Наапетенк, 25. Угузенк (Петросян), 26. Никоенк (Мкртчян), 27. Абгарнер, 28. Дарбиненк (Дарбинян, Кароенк), 29. Тер-Погоснер, 30. Аветисяннер, 31. Хурмикенк, 32. Портоенк, 33. Агейенк.
Из других поселений в Цкалтбилу в 1830 г. переселились Алмасяны, а позднее Давидяны из Наохреби, в 1860 г. – Абраамяны из Кутаиси и Микаеляны из Карса. Село было основано названными семьями, а впоследствии оно расширилось и увеличилось благодаря мигрантам из других местностей.

### Перепись населения
| год  | всего домов | мужчин | женщин | всего |
| ---- | ----------- | ------ | ------ | ----- |
| 1830 | 34          |        |        |       |
| 1884 |             |        |        | 675   |
| 1901 | 105         |        |        |       |
| 1913 | 167         | 458    |        | 1520  |
| 1914 |             |        |        | 1445  |
| 1915 |             |        |        | 1563  |
| 1916 | 168         | 804    |        | 1604  |
| 1989 | 632         |        |        | 1942  |
| 1991 | 628         |        |        | 1927  |
| 1994 | 650         |        |        | 1905  |
| 2002 |             | 713    | 834    | 1547  |
| 2014 |             | 392    | 491    | 883   |
| 2016 | 430         |        |        | 1123  |

## Церковь
Все переселенцы из Норшена Эрзрумского вилайета являлись приверженцами Армянской католической церкви. Сразу после переселения, в 1834 г. по непосредственной инициативе настоятеля о. Симона Диланяна был построена земляная церковь.
Сегодняшняя церковь Иисуса Спасителя села Цкалтбила была построена в 1881-1886 гг. Об этом свидетельствует запись на стене южного входа. Церковь расположена на возвышении в центральной части села. Она построена из гладко обтесанных камней, достаточно просторна (22,46 м х 12,35 м), имеет хорошее освещение и акустику, высокий купол и колокольню, два входа (с запада и юга).
Во время сталинских гонений на Церковь два цкалтбилских священника, о. Кероп Тер-Погосян (1875-1938) и о. Бакрат Тер-Симонян (1873-1938) были арестованы 25 декабря 1937 г. в Рождество, а в 1938 г. были расстреляны. В 1938 г. власти закрыли церковь, а церковное имущество конфисковали. Однако прихожане успели сохранить две самые почитаемые иконы Богородицы. Здание церкви сначала использовали как кино-клуб, а позже - как складское помещение. В 1978 г. жители села выразили массовый протест против местных властей с требованием вернуть им здание церкви. После этого верующие вернули церковь, отремонтировали её и стали использовать по назначению.
Из церковных праздников население особенно празднует Рождество и Богоявление, Баркендик (Масленица), Пасху и Праздник Успения Богородицы.

## Экономика
Основным занятием в селе является сельское хозяйство. Развито животноводство, картофелеводство, садоводство и культивирование злаковых культур. Поскольку полученный доход от сельского хозяйства небольшой, часть сельчан уходит на выездную работу.
До 1955 г. в селе были две маслобойни, которые имели такую высокую производительность, что для получения растительного масло привозили сырье даже крестьяне из районов Аспиндзы и Ахалкалаки. В селе было также семь водяных мельниц. Для того чтобы сэкономить воду, их построили по руслу одной реки. В 1956 г. по соседству с сельской баней построили электрическую мельницу. Из-за высокой производительности электрической мельницы, водяные мельницы перестали эксплуатироваться.
В западной части села в советское время эксплуатировался карьер по добыче гипсового камня. Первоначально производством алебастра занимались прямо у карьера, а позже руду возили в г. Вале, а готовый строительный материал алебастр распродавали по всей Грузии.

## Образование
До советских времен в селе действовала приходская школа при церкви. Первая школа была открыта в 1836 г., где учились 12 детей. В 1921-1922 гг. по решению властей была построена первая государственная начальная школа села. В 1938 г. школа стала полноценной средней школой с 10-летним образованием. В 1976-1977 гг. строится трехэтажная типовая школа на 850 учеников, которая функционирует по настоящее время. 
Обучение в школе ведется на армянском языке. Грузинский язык считается вторым родным языком. Иностранными языками считаются английский и русский языки. Школа принимает участие и активно проводит школьные, районные и городские конкурсы, мероприятия и олимпиады. Выпускные экзамены в школе проводятся по 8 предметам, сдача экзаменов проходит с использованием компьютеров. Большинство выпускников продолжают обучение в высших учебных заведениях как в Грузии, так и за её пределами. По данным 2017 г. в школе Цкалтбилы учатся 107 учеников, преподают 27 учителей. 
Старое здание школы отремонтировано, в нём расположен детский сад. Цкалтбилский детский сад открылся в 1992. С 2001 по 2016 годы детский сад работал благодаря помощи благотворителей, при участии сестер-монахинь, а также родителей детей. По данным 2017 года детский сад посещают 49 детей, 34 из которых цкалтбильцы, работают 12 сотрудников.

## Культура
Цкалтбилский дом культурны первоначально располагался в здании церкви, но с 1960 г. уже имел свое отдельное здание, которое действовало до 2005 г.
В 2021 году, под руководством Л.С.Гогоряна, был построен новый дом культуры. Он расположен вблизи Цкалтбилской школы.
В культурной жизни села особое место занимали и занимают художественные самодеятельные кружки. Разные группы в процессе своей деятельности представили сотни концертов и театральных постановок. Ансамбль песни и танца Цкалтбилского дома культуры много раз становился лауреатом различных конкурсов и удостаивался региональных наград.
В настоящее время в селе действует танцевальный ансамбль, который каждый год представляет на суд зрителей несметное количество армянских, грузинских и др. танцев. Традиционно все жители села танцуют привезенные из Эрзрума великолепные танцы: “Ет-у-арач”, “Пнджан”, “Танец Богородицы”, “Эрзрумский шорор” и другие красивые танцы.
Одним из культурных праздников села является ”День основания села”. Он отмечается каждый год накануне праздника Успения Богородицы.

## Галерея

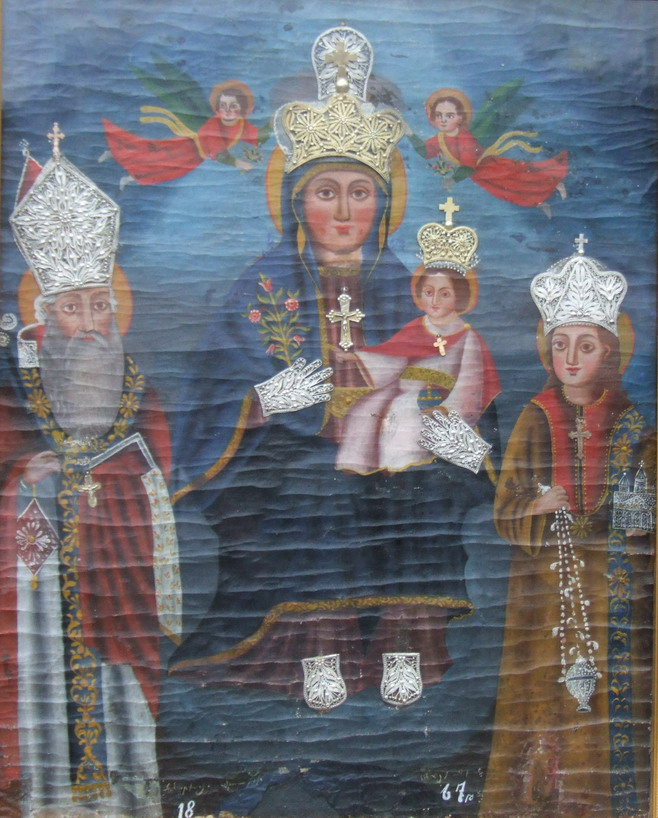
Чудотворная Икона Богородицы
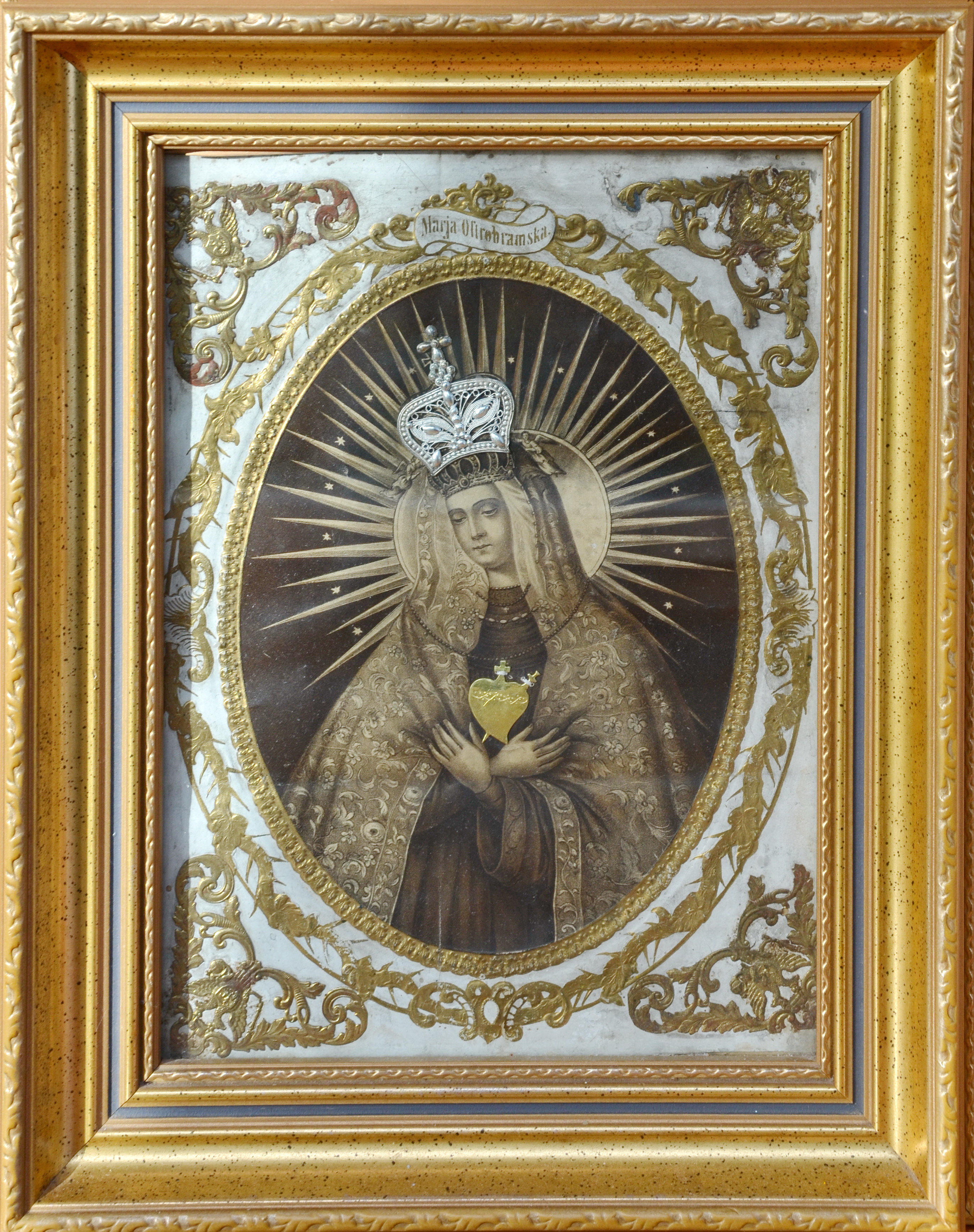
Остробрамская икона Божией Матери
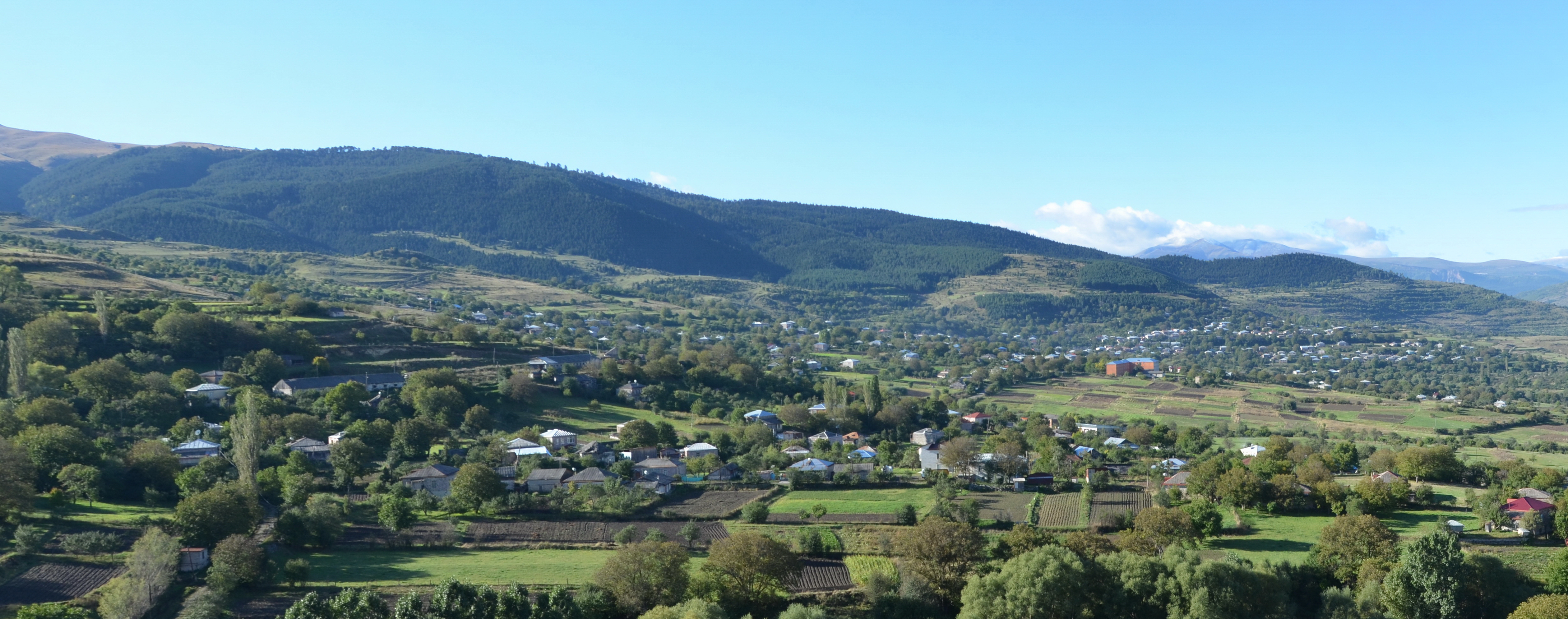
Цкалтбила
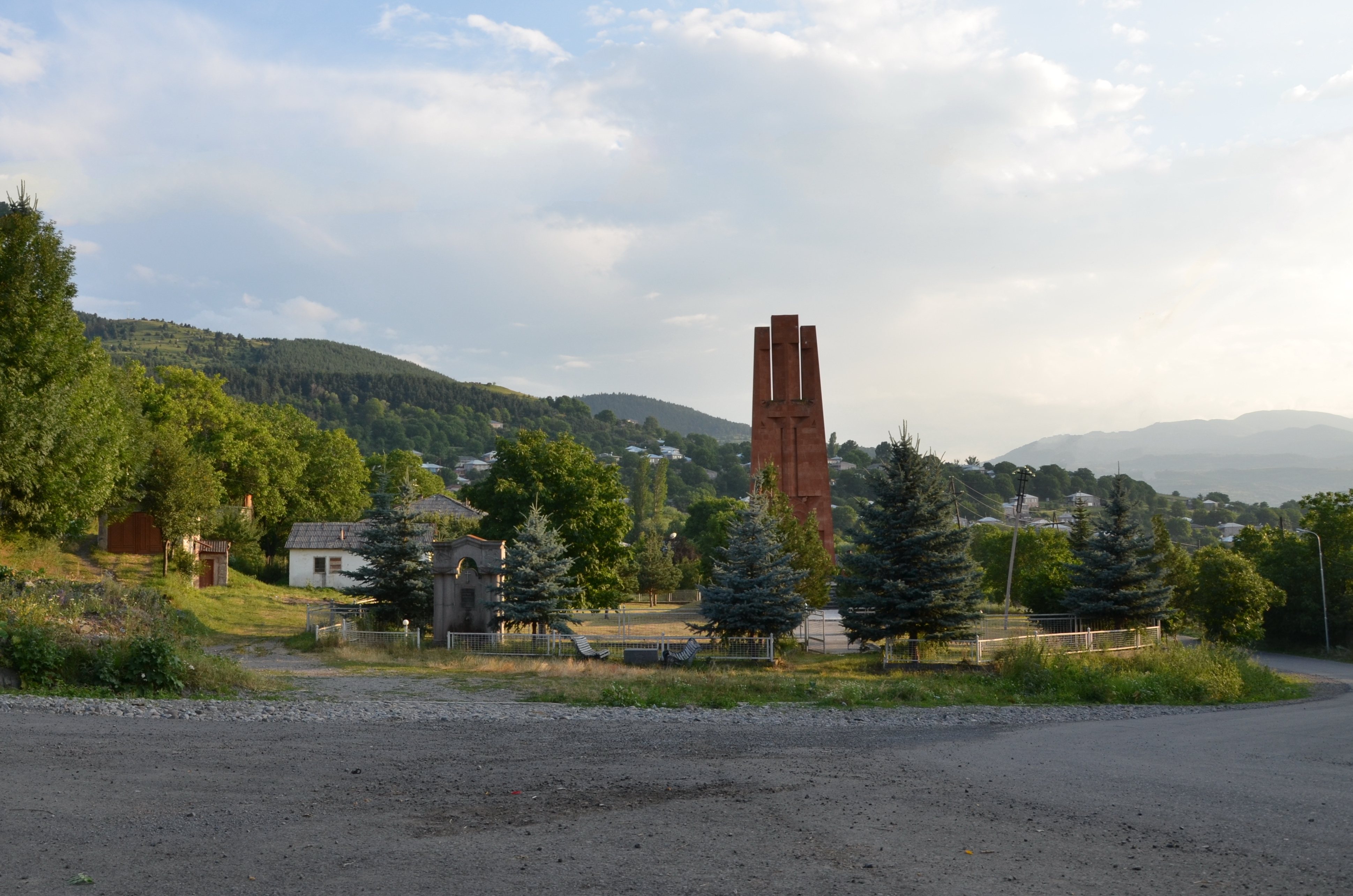
Норшен - Цкалтбила
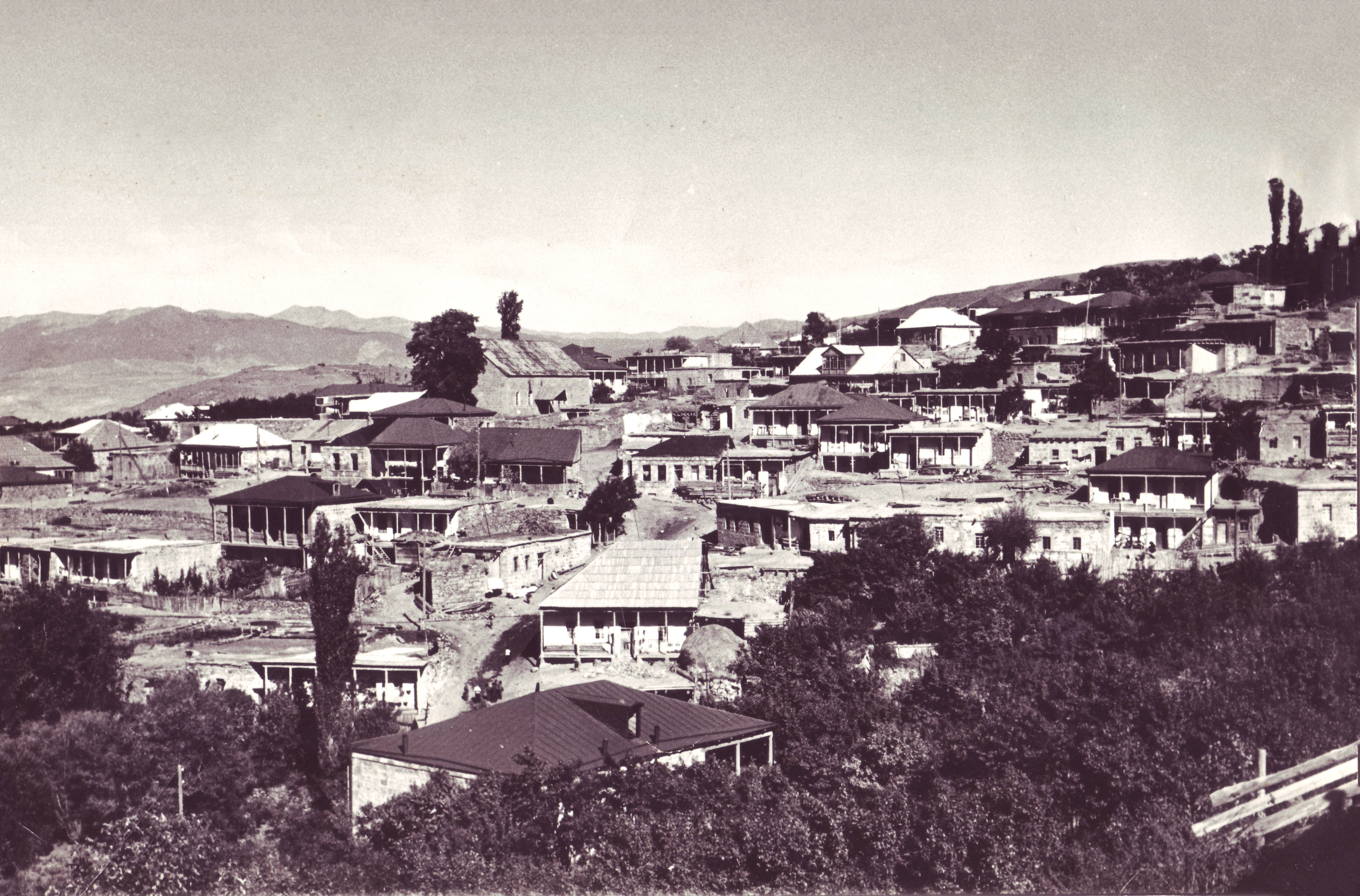
Верхний квартал (1960)
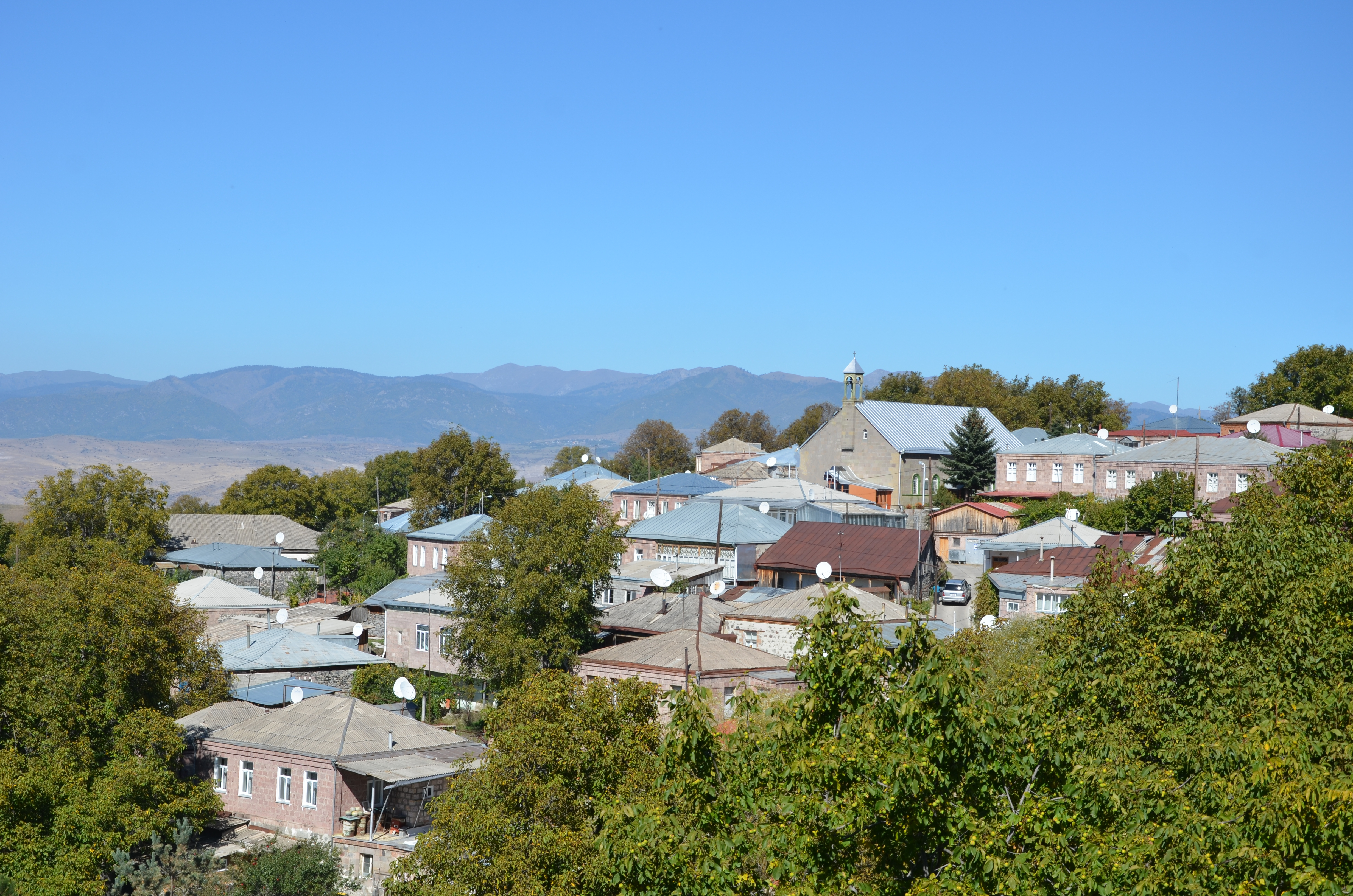
Верхний квартал
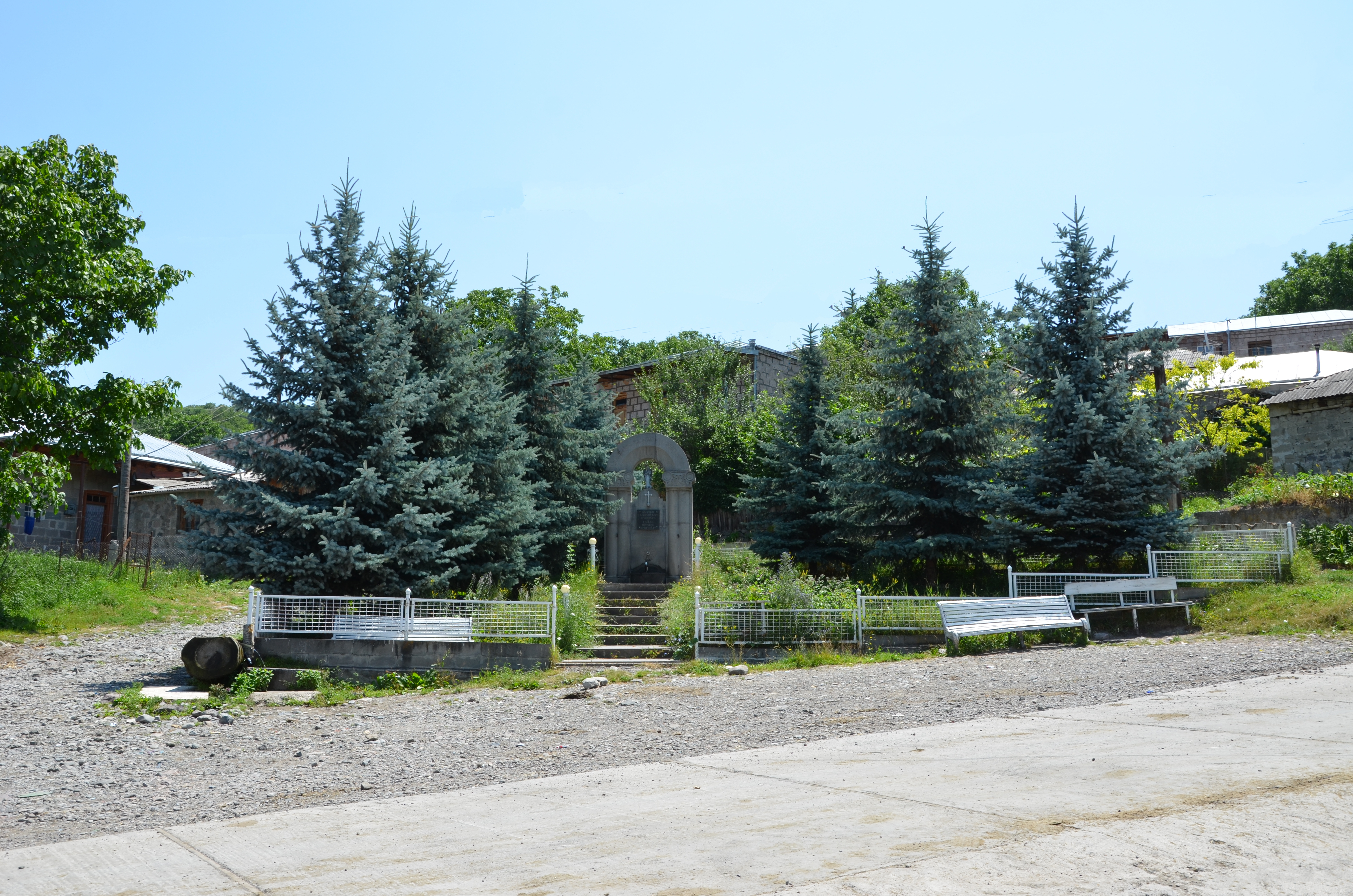
Центральная площадь села
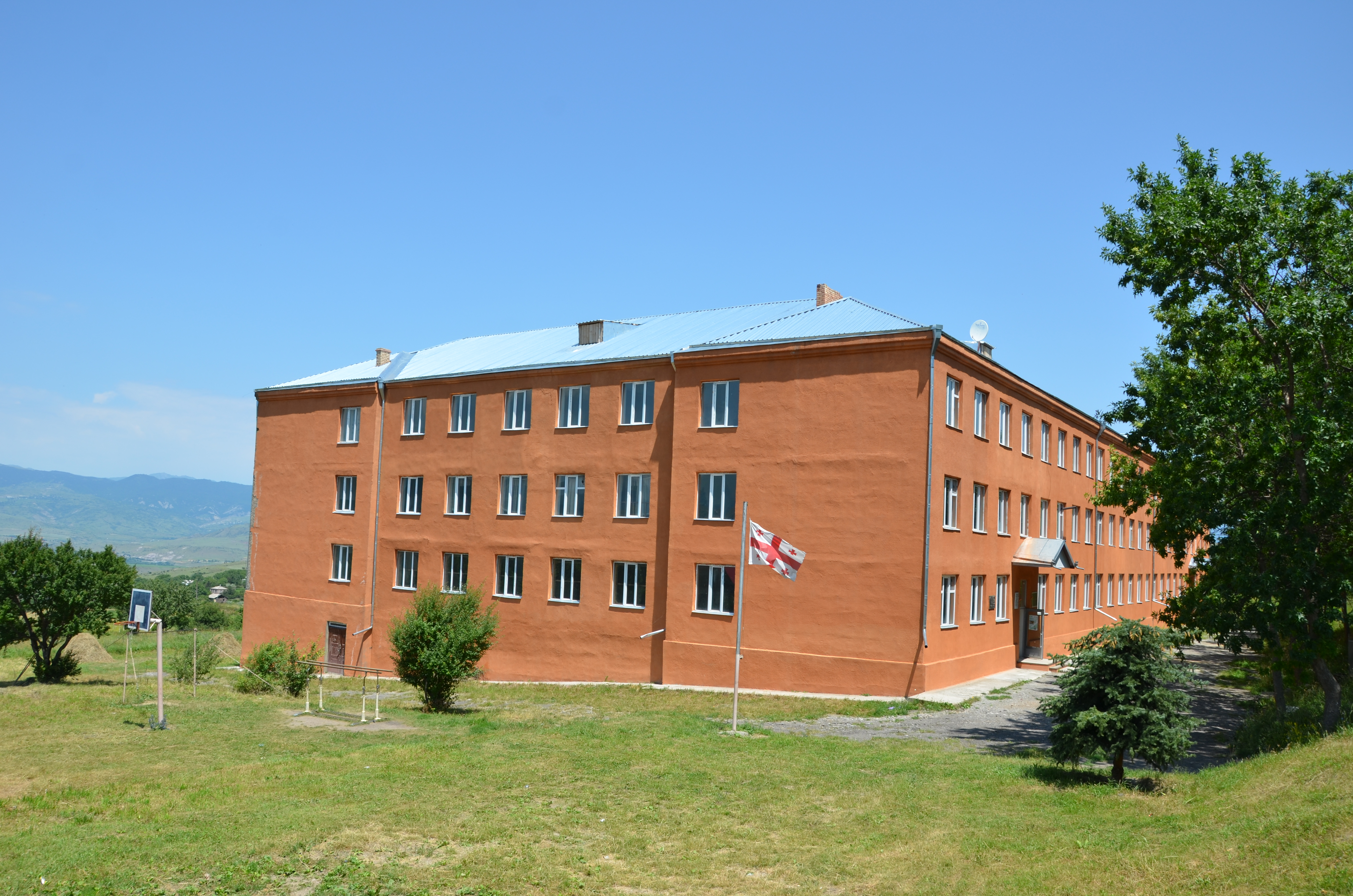
Цкалтбилская общественная школа

## Внешние ссылки
- Цкалтбилский информационный сайт в России
- Цкалтбилский информационный сайт в Армении
- История, фотографии, фильмы
- Информационный сайт Самцхе-Джавахети
- Информационный сайт Джавахка